# 张皎
张皎（1958年—），汉族，中华人民共和国政治人物、第十一届全国政协委员。
加入中国民主建国会，担任民建中央秘书长兼办公厅主任。2008年，当选第十一届全国政协委员，代表中国民主建国会，分入第七组。并担任文史和学习委员会专委。